# De Spakler
De Spakler is een woontoren in Amsterdam-Oost gelegen aan de Spaklerweg.
De toren is circa 73 meter hoog en moest daardoor voldoen aan specifieke eisen die aan dergelijke gebouwen gesteld worden, bijvoorbeeld op het gebied van brandveiligheid, met name branddoorslag. De toren is opgetrokken uit betonnen prefab gevels. Aan de buitenzijde is gebruik gemaakt van donkerkleurige baksteen afgewisseld met grijsgroene baksteen. Grote delen van de gevels zijn bekleed met donkerblauwe zonnepanelen, die bijdragen aan een energieprestatiecoëfficiënt van 0. In het complex zijn 160 appartementen aanwezig, met een huurprijs in het middensegment. De 160 appartementen zijn verdeeld over 20 verdiepingen boven op drie verdiepingen met voorzieningen, zoals een huisartsenpraktijk en een apotheek. Recht- en driehoekige glazen loggia's lopen door tot aan grote hoogte. Tot aan de start van de verhuur stond de toren bekend als @Home Amstelkwartier.
In de buurt van deze toren staan andere hoge gebouwen zoals de Rembrandttoren (bijna twee keer zo hoog), Mondriaantoren (anderhalf keer zo hoog) en het hoofdgebouw van Waternet. De Spaklertoren haalt in 2017 al de top 25 van de Lijst van hoogste gebouwen in Amsterdam niet.

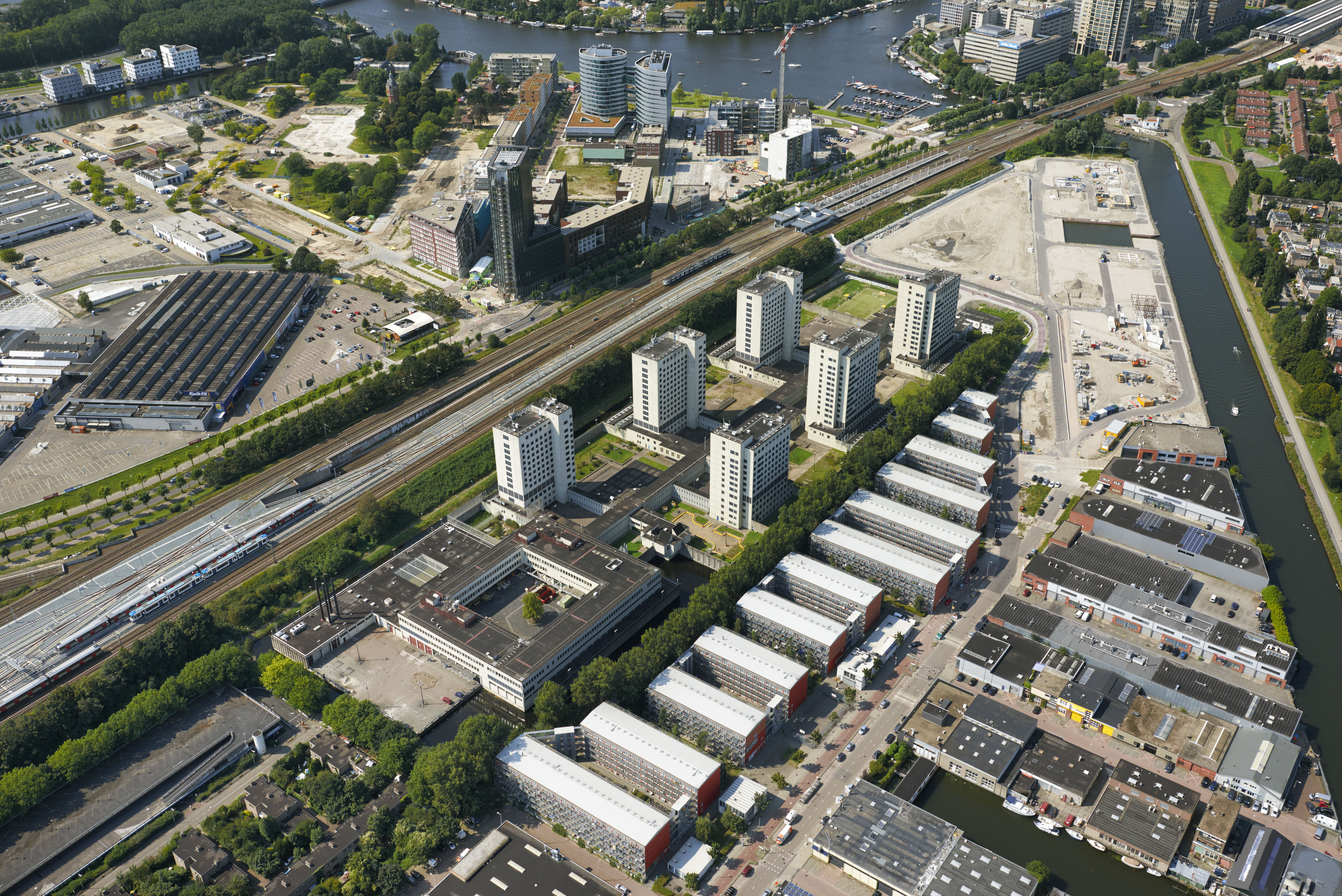
De Spakler in aanbouw met bouwkraan, augustus 2016

Rembrandttoren · Mondriaantoren · Y-Towers · Amsterdam Symphony · WTC H Toren · ABN AMRO-hoofdkantoor · Amstel Tower · Ito-toren · Valley · Millennium Tower · Crystal Tower · The Sharing Tower · Teleport Tower · Viñoly · Breitnertoren · Oval Tower · The Rock · Pontsteiger · La Guardia Plaza · Cross Towers · New Amsterdam · UNStudio Tower · Boekhuis · IJ-toren · A'DAM Toren · Hourglass · Vivaldigebouw · Okura Hotel · 900 Mahler · De Nederlandsche Bank · Xavier · De Spakler